# 小谷温泉
小谷温泉（おたりおんせん）は、長野県北安曇郡小谷村（旧国信濃国）にある温泉。妙高戸隠連山国立公園区域内にある。

## 泉質
1993年（平成5年）時点で4か所の源泉があり、泉温は摂氏50度から摂氏90度、泉質は含食塩重曹泉・炭酸水素塩泉・アルカリ泉と異なっていた。
- ナトリウム-炭酸水素塩泉[2]
- 泉温は元湯が摂氏45度、新湯が摂氏48度、いずれも自然湧出である[2]。

## 温泉街
以前は3軒の旅館があったが、現在は日本秘湯を守る会加盟の大湯元「山田旅館」1軒のみである。
小谷温泉の更に奥には小谷温泉奥の湯の「雨飾荘」がある。新潟県の雨飾温泉と並び、日本百名山の一つ雨飾山への登山基地である。 

## 歴史

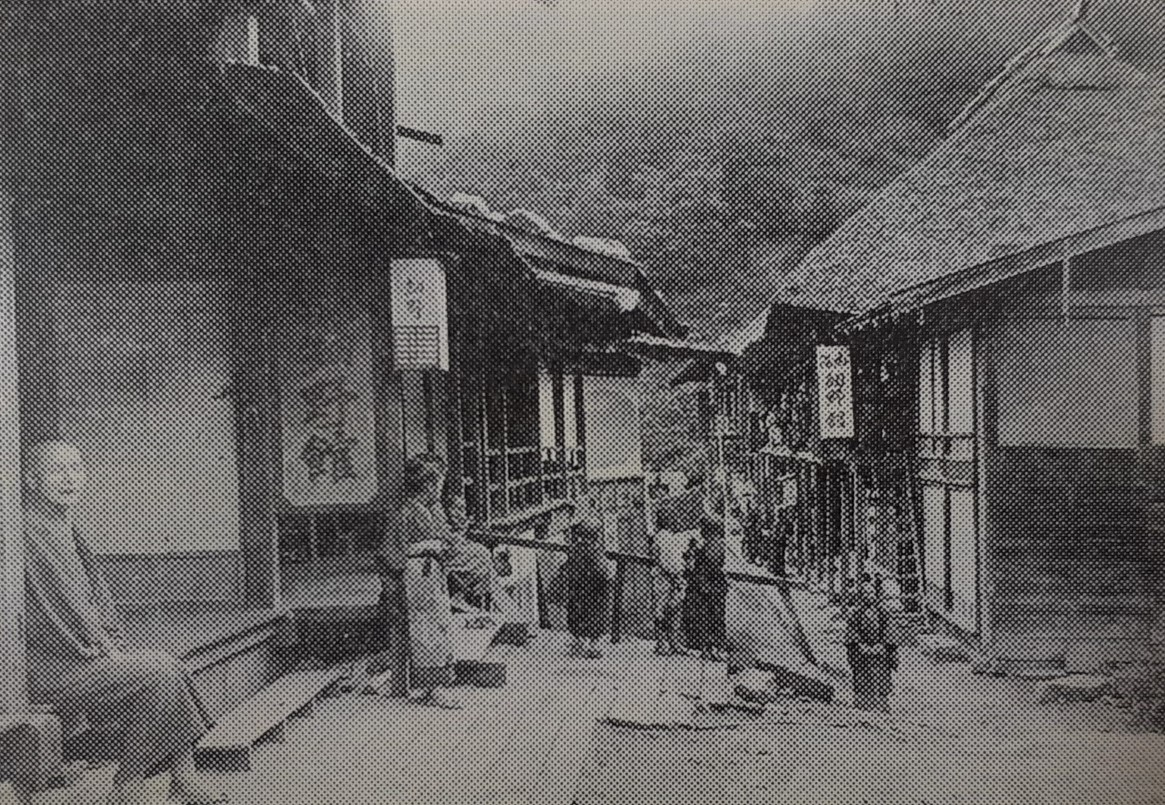
明治時代の小谷温泉

弘治2年（1554年）の平倉城での合戦の際、甲斐武田氏に抵抗した飯森盛春の家臣が小谷温泉を発見したという伝承がある。また、武田信玄の隠し湯だったとする伝承もある。寛政2年（1790年）の入湯銭請取帳には、冬季を除いて年間980人余が利用したことが記録されている。
農閑期には湯治場として賑わい、糸魚川方面からも湯峠を越えて湯治客が訪れた。日本海に面する能生の漁師の骨休めの場は必ず小谷温泉だったとされる。一般的には食料を持参して自炊し、一週間から10日間程度を小谷温泉で過ごした。明治時代にドイツで開催された万国霊泉博覧会には、登別温泉、草津温泉、別府温泉、小谷温泉の4つが出泉された。
中土村役場文書によると、1914年（大正3年）の利用者数は13,580人、1918年（大正7年）の利用者数は29,585人だった。近代以降に小谷温泉を訪れた著名人としては、民俗学者の折口信夫、詩人の田中冬二、登山家の深田久弥などがいる。
1954年（昭和29年）には松本電鉄バスが小谷温泉まで運行されるようになった。1971年（昭和46年）3月23日、厚生省によって国民保養温泉地に指定された。1974年（昭和49年）7月29日には小谷村が新たな源泉を開削して同年6月には小谷村営雨飾荘を開設した。その後には林道妙高線が開通し、自動車での訪問が容易になった。
2001年（平成13年）10月12日、江戸時代に建築された山田旅館本館など6棟が文化庁により国の登録有形文化財に登録された。

## アクセス
鉄道
- JR大糸線南小谷駅から小谷村営バス小谷線で約40分。
- JR大糸線中土駅から小谷村営バス小谷線で約30分。

自動車
- 北陸自動車道糸魚川ICより約50分。